# Franz Zinecker

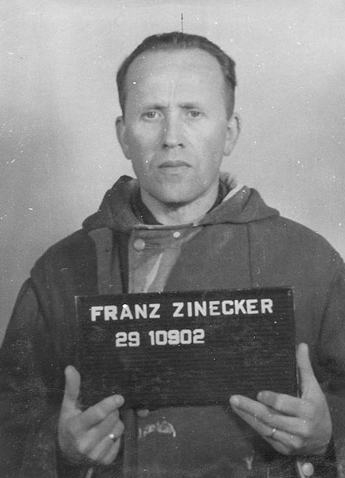
Franz Zinecker im April 1947

Franz Zinecker (* 25. Juni 1900; † unbekannt) war SS-Obersturmführer und als Arbeitsdienstführer im KZ Buchenwald eingesetzt.

## Leben
Zinecker, Mitglied der SS, war vom Juni 1941 bis zum 11. April 1945 im KZ Buchenwald eingesetzt. Zunächst war Zinecker in Buchenwald als Angehöriger der Wachmannschaft, dann als Schreiber und Blockführer tätig und fungierte von Februar 1943 bis April 1945 als Arbeitsdienstführer im KZ Buchenwald.
Nach seiner Verhaftung wurde Zinecker im Rahmen der Dachauer Prozesse im Buchenwald-Hauptprozess mit 30 weiteren Beschuldigten angeklagt. Am 14. August 1947 wurde Zinecker aufgrund seiner Position als Arbeitsdienstführer wegen „Mithilfe und Teilnahme an den Operationen des Buchenwald-Konzentrationslagers“ zu lebenslanger Haft verurteilt. Zinecker wurde wahrscheinlich Mitte bis Ende der 1950er Jahre aus dem Kriegsverbrechergefängnis Landsberg entlassen. Über seinen weiteren Lebensweg ist nichts bekannt.